# Menteşe, Honaz
Menteşe là một xã thuộc huyện Honaz, tỉnh Denizli, Thổ Nhĩ Kỳ. Dân số thời điểm năm 2010 là 403 người.